# San Diego Rowing Club
San Diego Rowing Club  es un edificio histórico ubicado en San Diego, California.  San Diego Rowing Club se encuentra inscrito  en el Registro Nacional de Lugares Históricos desde el 30 de agosto de 1979.

## Ubicación
San Diego Rowing Club se encuentra dentro del condado de San Diego en las coordenadas 32°42′16″N 117°09′44″O / 32.704444, -117.162222.